# Asterophryinae
Sous-famille
Synonymes
- Xenorhinidae Mivart, 1869
- Genyophrynidae Boulenger, 1890
- Genyophryninae Boulenger, 1890
- Sphenophryninae Noble, 1931
- Barygenini Burton, 1986
- Callulopini Dubois, 1988

Les Asterophryinae sont une sous-famille d'amphibiens de la famille des Microhylidae.
Elle a été décrite en 1858 par Albert Charles Lewis Günther, herpétologiste et ichtyologiste britannique d'origine allemande.

## Répartition
Les espèces des 21 genres de cette sous-famille se rencontrent en Indonésie et en Papouasie-Nouvelle-Guinée dans l'archipel des Moluques, la Nouvelle-Guinée et l'archipel des Louisiades.

## Liste des genres
Selon Amphibian Species of the World (25 septembre 2015) :
- Aphantophryne Fry, 1917
- Asterophrys Tschudi, 1838
- Austrochaperina Fry, 1912
- Barygenys Parker, 1936
- Callulops Boulenger, 1888
- Choerophryne Van Kampen, 1914
- Cophixalus Boettger, 1892
- Copiula Méhely, 1901
- Gastrophrynoides Noble, 1926
- Genyophryne Boulenger, 1890
- Hylophorbus Macleay, 1878
- Liophryne Boulenger, 1897
- Mantophryne Boulenger, 1897
- Metamagnusia Günther, 2009
- Oninia Günther, Stelbrink & von Rintelen, 2010
- Oreophryne Boettger, 1895
- Oxydactyla Van Kampen, 1913
- Paedophryne Kraus, 2010
- Pseudocallulops Günther, 2009
- Sphenophryne Peters & Doria, 1878
- Xenorhina Peters, 1863

Incertae Sedis :
- - Microbatrachus pusillus Roux, 1910

## Publications originales
- Boulenger, 1890 : Second report on additions to the batrachian collection in the Natural-History Museum. Proceedings of the Zoological Society of London, vol. 1890, p. 323-328 (texte intégral).
- Burton, 1986 : A reassessment of the Papuan subfamily Asterophryinae (Anura: Microhylidae). Records of the South Australian Museum, vol. 19, p. 405-450 (texte intégral).
- Dubois, 1988 : Miscelanea Nomenclatorica Batrachologica (XVII). Alytes, vol. 7, p. 1-5.
- Günther, 1858 : On the Systematic Arrangement of th Tailless Batrachians and the Structure of Rhinophrynus dorsalis. Proceedings of the Zoological Society of London, vol. 26, p. 339-352 (texte intégral).
- Mivart, 1869 : On the Classification of the Anurous Batrachians. Proceedings of the Zoological Society of London, vol. 1869, p. 280–295 (texte intégral).
- Noble, 1931 : The Biology of the Amphibia. New York and London, McGraw-Hill, p. 1-577 (texte intégral).